# 堕ちた鳥のバラード
『堕ちた鳥のバラード』（おちたとりのばらーど）は、岡林信康が、1971年8月25日にURCレコードから発売した最後のシングル。次作からは、CBS・ソニーへ移籍する。

## 解説
「堕ちた鳥のバラード」は、アルバム『岡林信康アルバム第3集 俺ら いちぬけた』収録版とは別バージョンで、カナダ録音版。
両曲とも、岡林自身も出演の演劇センター68/71の『翼を燃やす天使たちの舞踏』の劇中歌。
ジャケット表紙写真（撮影者は、プロデューサーの秦政明）は、1971年10月3日、カナダ・ケベック市の古城にて。手前は黒田征太郎の弟である黒田泰蔵・ジネット夫妻。

## 収録曲
全作詞：佐藤信、作曲・歌：岡林信康

### SIDE A
1. 堕ちた鳥のバラード（カナダ録音盤）  –  (4:15)

### SIDE B
1. いくいくお花ちゃん  –  (3:51)

## レコーディング・メンバー

### 堕ちた鳥のバラード（カナダ録音盤）

#### ミュージシャン
- 唄  –  岡林信康
- アコースティック・ギター  –  Dougie Treever
- エレクトリック・ギター  –  Rouald
- ピアノ  –  Gerry Devilliers
- オルガン  –  Tony Roman
- ベース・ギター  –  Serge Blovin
- ドラム  –  Marcel Huot

#### スタッフ
- エンジニア  –  Hubert Lesker、Jean Guy Milo
- プロデュース  –  秦政明
- ミキサー  –  Tony Roman
- A.D.  –  吉野玉木

#### 録音
- カヌサレコードスタジオ（カナダ・モントリオール）
- 1971年9月28日、30日

### いくいくお花ちゃん

#### ミュージシャン
- 唄、ギター  –  岡林信康
- ピアノ  –  柳田ヒロ
- ドラム  –  戸叶京助
- ベース・ギター  –  高中正義
- アコースティック・ギター  –  鈴木慶一、和田博己
- コーラス  –  安田南、宇佐美じゅんこ、吉見佑子

#### スタッフ
- ディレクター  –  田川律、柳田ヒロ、岡林信康
- プロデュース  –  秦政明
- A.D.  –  蔭山正治
- ミキサー  –  梅津達男

#### 録音
- ビクタースタジオ
- 1971年6月2日、5日、9日

## 収録アルバム
- 岡林信康アルバム第3集 俺ら いちぬけた（1971年）  –  「堕ちた鳥のバラード」（別バージョン）、「いくいくお花ちゃん」収録。
- 岡林信康URCシングル集+8（2009年）  –  「堕ちた鳥のバラード」、「いくいくお花ちゃん」収録。